# Ice Princess (canción)
«Ice Princess» —en español: «Princesa de Hielo»— es una canción grabada por la rapera estadounidense Azealia Banks para su debut álbum de estudio Broke with Expensive Taste. La producción de la canción estuvo a cargo de Araabmuzik, con letras de Azealia Banks, Kevin James, y Jonathan Harris. Musicalmente, "Ice Princess" es una canción de tiempo lento que contiene ritmos dispersos, instrumentación mínima y un bajo en auge, estática. La canción contiene elementos de "In the Air", producida originalmente por el DJ y productor canadiense de house progresivo Morgan Page.

## Posicionamientos en lista
| Estados Unidos | Twitter Top Tracks | 41 |